# Ĵ
Ĵ, ĵ (J с циркумфлексом) — буква расширенной латиницы. Используется в языке эсперанто, где является 14-й буквой алфавита и обозначает звонкий постальвеолярный фрикатив [ʒ]. Эсперантистами, чей родной язык относится к славянским, в том числе русскоговорящими, часто заменяется на приемлемый аналог — звонкий ретрофлексный спирант [ʐ]. Данная буква является примером убирания титтла у буквы j, несмотря на то, что титтл к диакритическим знакам часто не относят.
В то время как алфавит эсперанто использует диакритические знаки для всех его четырёх постальвеолярных согласных, аналогично славянским языкам на основе латиницы, основные буквы являются романо-германскими. Использование буквы Ĵ основано на французской букве J, чтобы лучше сохранить форму заимствования из этого языка (эсп. ĵurnalo от фр. journal), чем это могли сделать буквы Ž и Ż в славянских алфавитах или построенная по аналогии с другими буквами эсперанто Ẑ.
Так как клавиатуры не имели буквы Ĵ, Л. Л. Заменгоф разрешил использование диграфа jh в качестве заменителя. Jx также используется неофициально, согласно X-системе, что не приводит к затруднениям, так как буква X не используется в эсперанто.